# Cervejaria Jansen
A cervejaria Jansen foi uma popular cervejaria de Lisboa, inaugurada em 1870. Tinha entrada pelo n.º 30 da rua do Alecrim e pelo n.º 5 rua rua António Maria Cardoso. O espaço, que incluía um salão e a esplanada, rapidamente se tornou num dos locais prediletos dos lisboetas.

## História
A origem da Jansen está numa fábrica de cerveja da Rua do Tesouro Velho (atual rua Vítor Cordon), fundada em 1855 por Michael Gerards. Cinco anos depois a fábrica foi transferida para o n.º 30 da rua do Alecrim e foi alugada ao dinamarquês John Henry Jansen, sócio de Michael Gerards. Em 1870, a Jansen decidiu abrir uma cervejaria, com salão decorado por Ezequiel Pereira e António Ramalho e esplanada, que rapidamente recebeu a preferência dos lisboetas, atraídos pelo famoso "bife à Jansen" regado com a cerveja da casa. Algumas reuniões do grupo de artistas Orpheu tiveram lugar na Jansen, em 1914, e na esplanada foram filmadas, em 1933, algumas cenas do clássico do cinema português, A Canção de Lisboa.
A Jansen dispôs de filiais na rua de São Julião, 170, na rua da Alfândega, 136, e na esquina da rua do Príncipe (atual rua 1.º de Dezembro) com o Passeio Público, no local onde posteriormente foi erguido o Hotel Avenida Palace. A fábrica Jansen foi integrada na Sociedade Central de Cervejas em 1934 e a cervejaria transformou-se no Retiro da Severa em outubro de 1936, para assim sobreviver mais três anos.